# Дунав (албум)
Дунав је трећи студијски албум српске фолк певачице Даре Бубамаре. Издат је 1997. године за Зам и Каризма диск интернешнл. Текстове су радили Драган Брајовић Браја, Марина Туцаковић, Љиљана Јорговановић и Марко Кон, док музику Браја, Фута Радуловић и Божа Николић. Продуценти Зокс, Тутуновић и Фута. Пратеће вокале певала је Цеца Славковић.

## Списак песама
1. Дунав
2. Нит ме љубиш нит ме другом дајеш
3. Сви су ту као некада
4. Нека пукне гром
5. Ћути не говори
6. Нови Сад-Београд
7. Крај сезоне
8. Само још једно те молим
9. Никада више љубави моја
10. Тамбураши моји свирајте ми ви